# Antje
Antje ist ein weiblicher Vorname.

## Herkunft und Bedeutung des Namens
Niederländische oder altfriesische (13. bis 15. Jahrhundert) Diminutivform von Anna (im Friesischen heute noch als Ansje), der zu einem eigenständigen Namen geworden ist. Es ist auch eine latinisierte Form Antja belegt.

## Varianten
Siehe auch: Anita, Anja, Anna, Annette, Annika, Hanna, Hannah, Nancy

## Namenstag
Namenstag für die im Ursprung hebräische Form ist der 26. Juli.

## Namensträgerinnen
- Antje von der Ahe (* 1970), deutsche Schauspielerin, Synchronsprecherin und Sängerin (Mezzosopran)
- Antje Boetius (* 1967), deutsche Meeresbiologin und Professorin
- Antje Bultmann (* 1941), deutsche Journalistin, Wissenschaftsjournalistin und Sachbuchautorin
- Antje Buschschulte (* 1978), deutsche Schwimmerin
- Antje Dertinger (* 1940), deutsche Schriftstellerin
- Antje von Dewitz (* 1972), deutsche Unternehmerin (VauDe)
- Antje Döll (* 1988), deutsche Handballspielerin
- Antje Garden (1951–1993), Moderatorin des DDR-Fernsehens
- Antje Grauhan (1930–2010), deutsche Krankenschwester, Unterrichtsschwester, Schulleiterin und Pflegewissenschaftlerin
- Antje Hagen (* 1938), deutsche Schauspielerin
- Antje Harvey (* 1967), deutsche Langläuferin und Biathletin
- Antje Heimsoeth (* 1964), deutsche Sachbuchautorin, Rednerin und Motivationstrainerin
- Antje Herbst (* 1967), deutsche Kapitänin
- Antje Höning (* 1967), deutsche Wirtschaftsjournalistin
- Antje Huber (1924–2015), deutsche Politikerin (SPD)
- Antje Jackelén (* 1955), Erzbischöfin der Schwedischen Kirche
- Antje Köster (* 1964), deutsche Politikerin (SPD), Bürgermeisterin von Hattersheim am Main
- Antje-Katrin Kühnemann (1945–2025), deutsche Ärztin und Fernsehmoderatorin
- Antje Langer (* 1973), deutsche Erziehungswissenschaftlerin
- Antje Lewald (* 1960), deutsche Schauspielerin
- Antje Angela Malestein siehe Angela Malestein (* 1993), niederländische Handballspielerin
- Antje Meyer (* 1957), deutsche Psychologin, Hochschullehrerin
- Antje Mönning (* 1978), deutsche Schauspielerin
- Antje Peveling (* 1988), deutsche Handballspielerin
- Antje Pieper (* 1969), deutsche Fernsehmoderatorin, Redakteurin und Reporterin
- Antje Rávic Strubel (* 1974), deutsche Schriftstellerin
- Antje Ruge (1921–2006), deutsche Schauspielerin
- Antje Schmidt (* 1967), deutsche Film-, Fernseh- und Theater-Schauspielerin
- Antje Schomaker (* 1992), deutsche Musikerin und Songwriterin im deutschsprachigen Indie-Pop
- Antje Schrupp (* 1964), deutsche Politikwissenschaftlerin, Journalistin, Autorin und Übersetzerin
- Antje Siebrecht (1958–2013), deutsche bildende Künstlerin
- Antje Steinhäuser (* 1964), deutsche Lektorin und Autorin
- Antje Theise (* 1973), deutsche Klassische Philologin und Bibliothekarin
- Antje Thiele (* 1979), deutsche Schauspielerin und Synchronsprecherin
- Antje Tillmann (* 1964), deutsche Politikerin (CDU) und Finanzwirtin
- Antje Traue (* 1981), deutsche Schauspielerin
- Antje Vollmer (1943–2023), deutsche Politikerin (Bündnis 90/Die Grünen)
- Antje Weisgerber (1922–2004), deutsche Schauspielerin
- Antje Weithaas (* 1966), deutsche Violinistin
- Antje Westermann (* 1971), deutsche Schauspielerin
- Antje Widdra (* 1974), deutsche Schauspielerin
- Antje Wöhnke (* 1964), deutsche Redakteurin und Moderatorin

## Fiktive Namensträgerinnen
- Antje, ein Walross von Janosch, inspiriert durch und benannt nach dem Walross Antje (siehe weiter unten).

## Sonstiges
- Frau Antje, eine Werbefigur
- Walross Antje (1976–2003), langjähriges Maskottchen des NDR